# Sibirischer Zwerglebensbaum
Der Sibirische Zwerglebensbaum oder Fächerwacholder (Microbiota decussata) ist die einzige Pflanzenart aus der Gattung Microbiota und gehört zur Unterfamilie der Cupressoideae in der Familie der Zypressengewächse (Cupressaceae). Diese Art steht zwar in der russischen Roten Liste der gefährdeten Arten, sie ist aber nicht stark bedroht, ihre Standorte sind nur selten besucht worden. 1923 wurde die Art entdeckt, ihr Fund wurde von der Sowjetunion 50 Jahre lang geheim gehalten.

## Verbreitung
Die Heimat sind die sibirischen Gebirge (Russland). Diese Art hat nur Standorte im Sichote-Alin-Gebirge in der Region Primorje, in der Nähe des Flusses Partisanskaja (früher Sutschan).

## Beschreibung

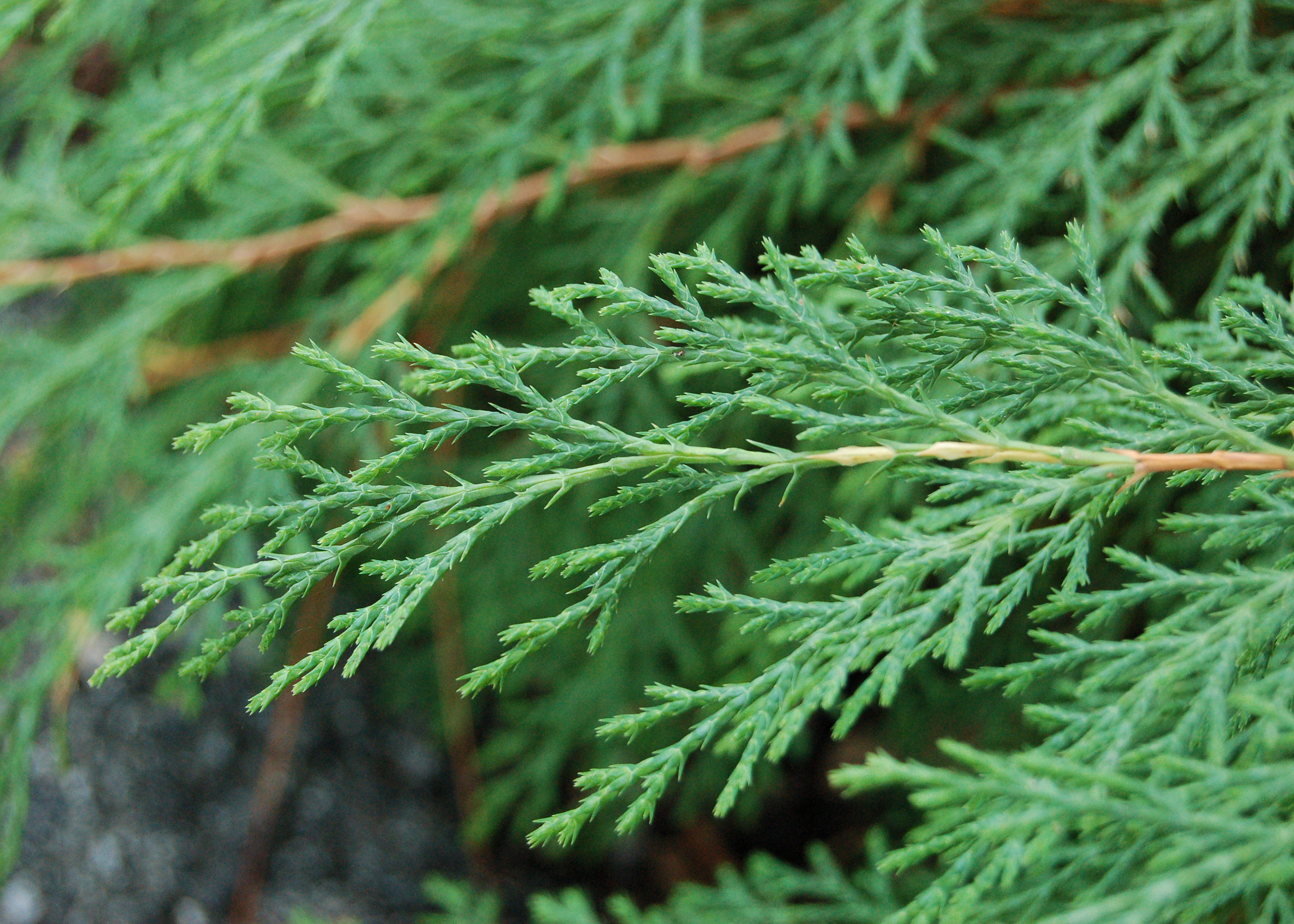
Sibirischer Zwerg-Lebensbaum (Microbiota decussata)

Der Sibirische Zwerglebensbaum ist ein immergrüner Strauch. Er erreicht am Wildstandort eine Wuchshöhe von 0,5 m, in Arboreten auch bis 1 m. Die Borke ist braun. Die Blätter können drei verschiedene Formen haben. An den zapfentragenden Zweigen sind die schuppenförmigen Blätter etwa 2 mm lang und 2 mm breit. An den Zweigen, die keine Zapfen tragen, sind die ovalen Blätter gepunktet und haben elliptische Drüsen auf der Oberseite (Schattenblätter haben keine solchen Drüsen). Einige Blätter können nadelförmig sein. Die Blätter sind im Sommer hellgrün und verfärben sich im Winter kupferfarben.
Der Sibirische Zwerglebensbaum ist einhäusig (monözisch). Die weiblichen Zapfen sind bis zu 6 mm lang und 3 mm breit, sie verholzen bei der Reife; die Zapfen-Schuppen sind 3 mm lang. Jeder Zapfen produziert nur einen ungeflügelten Samen, der braun und glatt ist. Die Bestäubung erfolgt im April bis Mai. Die Samen sind im August bis Oktober des gleichen Jahres reif.
Diese Sträucher sind relativ feuerresistent. Die ätherischen Öle entflammen, aber das führt zu keinen stärkeren Schäden an den Sträuchern.
Die Chromosomenzahl beträgt 2n = 22.

## Systematik
Aufgrund von Untersuchungen des Zapfenaufbaus und der Zapfenentwicklung wurde eine enge Verwandtschaft mit dem Morgenländischen Lebensbaum festgestellt und die Art zu Platycladus decussata (Kom.) Jagel & Dörken umkombiniert.

## Verwendung
Der Sibirische Zwerglebensbaum wird als Zierpflanze als Bodendecker in Gärten, öffentlichen Grünanlagen und auf Friedhöfen eingesetzt. Er ist bekannt für seine Kälte- und Trockenheitsresistenz.